# Vuilboomooglapmot
De vuilboomooglapmot (Bucculatrix frangutella) is een vlinder uit de familie ooglapmotten (Bucculatricidae). De wetenschappelijke naam is gepubliceerd in 1783 door Goeze.
De soort komt voor in Europa. De vliegtijd is juni en juli. De spanwijdte is ongeveer 8 mm. De rups mineert de bladeren van vuilboomsoorten als sporkehout en wegedoorn.